# Berm bunnies
De Berm bunnies is een artistiek kunstwerk in Amsterdam-Westpoort.
De Port of Amsterdam wilde de eentonigheid van de Nieuwe Hemweg en met name de daarnaast liggende fietroute Amsterdam-Zaanstad onderbreken met een kunstwerk. Saske van der Eerden met Bright Up (Sandra Hueber) zijn verantwoordelijk voor drie reuze konijnen, die in de middenberm van de Nieuwe Hemweg zijn gezet. Er is een liggend (3 meter hoog), een zittend (4,30 meter hoog) en een staand konijn (5,7 meter hoog). De beelden zijn van polyester, opgevuld met schuim en verzwaard met beton. De konijnen verwijzen naar het omliggende groen in de berm en struiken langs de weg. Er werd aan gewerkt van oktober 2019 tot juli 2020 en vervolgens werden de gigakonijnen per dieplader naar hun standplaats gereden.
Op 6 juli 2020 werd de drie konijnen geplaatst op hun betonnen funderingen en sokkels. De beelden staan daarbij niet “op de sokkel” maar erover heen. Genoemde kunstenaars zijn ook de makers voor Kissing Couple XXXL aan het eind van de Nieuwe Hemweg.
Van Van der Eerden was in 2014 een groot konijn te zien in het Vondelpark.

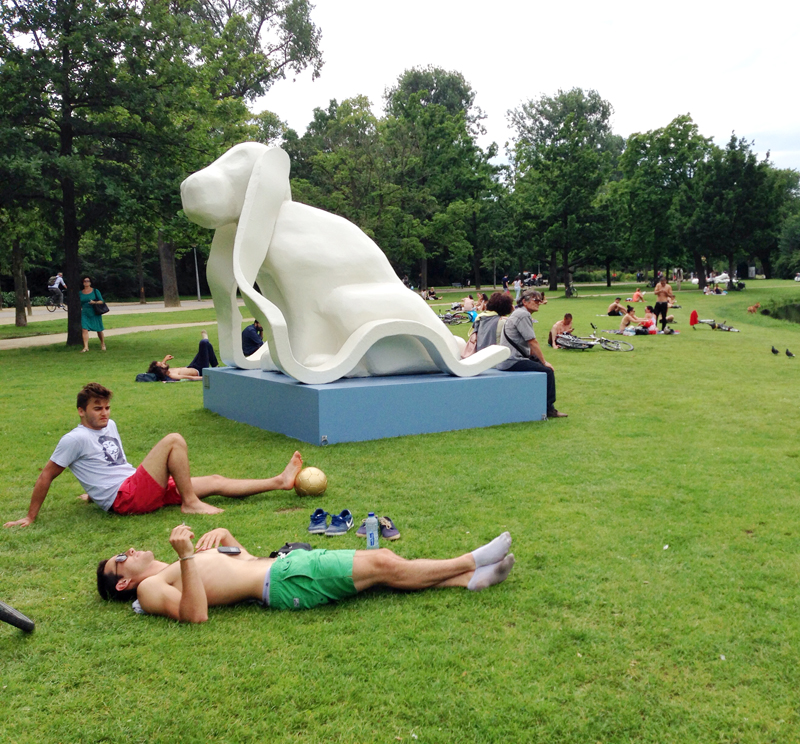
Konijn in het Vondelpark (2014)

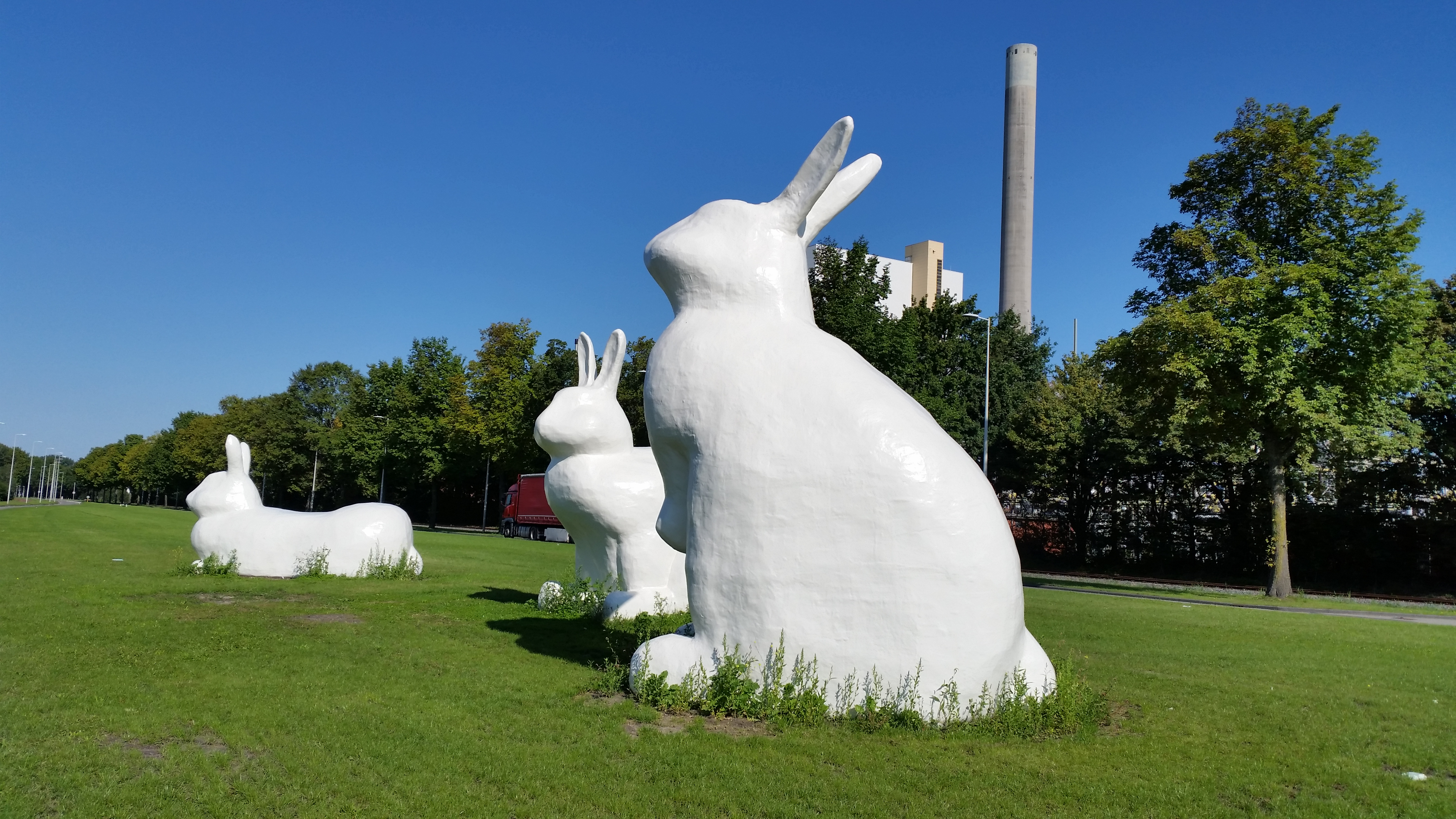
Berm bunnies met de Centrale Hemweg (september 2020)